# Severiano Ocegueda Peña
Severiano Ocegueda Peña (Mazatán, Nayarit; 11 de agosto de 1913 - Tepic, Nayarit; 14 de agosto de 1990) es un educador y poeta mexicano.

## Carrera
La vocación por la enseñanza que lo acompañó hasta su muerte se la contagió la directora de la escuela de su pueblo, Concepción González Burke. En 1930 tuvo el placer de estrenar las aulas de la Escuela Normal Rural de Xalisco, inaugurada ese mismo año por Luis Castillo Ledón. Tres años después, inicia su larga trayectoria como maestro de Santiago Pochotitán, Calera de Cofrados, Atonalisco, San Pedro Lagunillas, Tuxpan y Tepic. En 1948, cuando fungía como inspector escolar de la Séptima Zona que comprendía Acaponeta, Tecuala y Huajicori, se pone a escribir dos libros que le valieron su reconocimiento estatal, nacional y, cómo no, latinoamericano por su indiscutible valor pedagógico: el de la Lectura y la Escritura. De 1956 a 1960 dirige un ensayo piloto de educación básica auspiciada por la Unesco en Santiago Ixcuintla. Participa en el naciente movimiento sindicalista de los maestros y en la fundación de la Sección 18 y 20 del Sindicato Nacional de los Trabajadores de la Educación. El intervalo de 1958 a 1959 es probablemente el más desagradable de su vida, pues lo encarcelan por compartir el ideario del movimiento ferrocarrilero nacional. Tiempo después, es regidor del XXVI Ayuntamiento de Tepic, durante la alcaldía de Alejandro Gascón Mercado de 1972 a 1975. Fue un hombre polifacético que también incursiona en la literatura como autor de los libros Surco I, II y III, Consejos a mi hijo, Lecturas para chicos y grandes, Toponimias aztecas, Estampas de Nayarit y de México. Por si fuera poco, consigue una verdadera hazaña literaria cuando escribe Geografía de Nayarit y La enseñanza de la ortografía, ¡totalmente en verso! Su labor poética le hizo ganar varios premios en San Blas, Santiago Ixcuintla y Tepic, aparte de colaborar en periódicos como El Demócrata, Diario del Pacífico y Vida Nueva.

## Obra publicada
- Surco I
- Surco II
- Surco III
- Consejos a mi hijo
- Lecturas para chicos y grandes
- Toponimias aztecas
- Estampas de Nayarit y de México
- Geografía de Nayarit
- La enseñanza de la ortografía